# Associazione Sportiva Biellese 1931-1932
Questa pagina raccoglie i dati riguardanti l'Unione Sportiva Biellese nelle competizioni ufficiali della stagione 1931-1932.

## Stagione
La Biellese, in forti difficoltà economiche e societarie, riuscì solo all'ultimo momento a iscriversi al campionato di Prima Divisione. Nel frattempo però aveva perso molti dei giocatori titolari dell'anno precedente, i quali, ritenendo che la squadra non riuscisse a iscriversi al campionato, si erano trasferiti in altre squadre. Diversi giocatori passarono a squadre meridionali (segnatamente Catania, Salernitana e Siracusa), altri si trasferirono in squadre minori affiliate al direttorio piemontese e militanti in Seconda o Terza Divisione. La Biellese dovette dunque rivoluzionare la rosa attingendo dalle squadre uliciane o di Seconda o Terza Divisione. Per giunta, a causa della sopraggiunta indisponibilità del Campo Sportivo Rivetti, la squadra dovette disputare le proprie partite interne al vecchio campo Lanzone.
Di conseguenza la Biellese disputò un campionato mediocre, classificandosi al decimo posto (su quindici squadre partecipanti) nel girone C della Prima Divisione.

## Rosa
| N. |                   | Ruolo | Calciatore       |
| -- | ----------------- | ----- | ---------------- |
|    | Italia (bandiera) | P     | Bocca            |
|    | Italia (bandiera) | P     | Valinasso        |
|    | Italia (bandiera) | D     | Bardone          |
|    | Italia (bandiera) | D     | Raviglione       |
|    | Italia (bandiera) |       | Baghi            |
|    | Italia (bandiera) |       | Bensi            |
|    | Italia (bandiera) |       | Bongianino       |
|    | Italia (bandiera) |       | Cappa            |
|    | Italia (bandiera) |       | Colombo          |
|    | Italia (bandiera) | A     | Luigi Comello    |
|    | Italia (bandiera) | C     | Rinaldo Costanzo |
|    | Italia (bandiera) |       | Curino           |
|    | Italia (bandiera) |       | De Bernardi      |

| N. |                   | Ruolo | Calciatore    |
| -- | ----------------- | ----- | ------------- |
|    | Italia (bandiera) |       | Donna         |
|    | Italia (bandiera) |       | Facelli       |
|    | Italia (bandiera) |       | Fossati       |
|    | Italia (bandiera) |       | Greppi        |
|    | Italia (bandiera) |       | Mercandino    |
|    | Italia (bandiera) |       | Mosca         |
|    | Italia (bandiera) |       | Rinaldi       |
|    | Italia (bandiera) |       | Rolando       |
|    | Italia (bandiera) |       | Sala          |
|    | Italia (bandiera) |       | Savoia        |
|    | Italia (bandiera) |       | Selva         |
|    | Italia (bandiera) |       | Uccari        |
|    | Italia (bandiera) | A     | Severino Tibi |

## Risultati

### Prima Divisione

#### Girone C

##### Girone di andata
| 4 ottobre 1931 1ª giornata |  | – Turno di riposo |  |  |

| Arbitro: | Simonotti (Novi Ligure) |

|  |           |                            |
|  | Marcatori | Moretti Veroni Gabba Poggi |

| Arbitro: | Collina (Savona) |

|                                                         |           |                |
| Arosio 39’, 46’, 55’ Villa II 47’ Crespi ?’, ?’ Riva II | Marcatori | ?’ (rig.) Tibi |

| Arbitro: | Gianelli (Genova) |

|         |           |  |
| Rinaldi | Marcatori |  |

| Biella 1 novembre 1931 5ª giornata | Biellese          | 0 – 0 referto | Vis Nova | \| Arbitro: \| Leggezza (Torino) \| |
| Arbitro:                           | Leggezza (Torino) |               |          |                                     |

| Arbitro: | Zaffiri (Genova) |

|         |           |                 |
| Belloni | Marcatori | Comello Colombo |

| Arbitro: | Papa (Alessandria) |

|             |           |         |
| De Bernardi | Marcatori | Renoldi |

| Arbitro: | Pedroni (Milano) |

|                             |           |          |
| Rinaldi Colombo De Bernardi | Marcatori | Castoldi |

| Arbitro: | Gardenghi (Brescia) |

|                                   |           |         |
| Ferrero Mazzoleni Lattuada ?’, ?’ | Marcatori | Rinaldi |

| Arbitro: | Bertucchi (Bologna) |

|             |           |  |
| Dosi ?’, ?’ | Marcatori |  |

| Arbitro: | Brignone |

|                |           |          |
| Colombo ?’, ?’ | Marcatori | Candiani |

| Arbitro: | Bellini (Rivarolo Ligure) |

|                 |           |         |
| Protti Pianzola | Marcatori | Comello |

| Lecco 10 gennaio 1932 13ª giornata            | Lecco     | 1 – 0 referto | Biellese |  |
| \| \| \| \| \| Tedeschi II \| Marcatori \| \| |           |               |          |  |
|                                               |           |               |          |  |
| Tedeschi II                                   | Marcatori |               |          |  |

| Biella 17 gennaio 1932 14ª giornata                | Biellese  | 2 – 0 referto | Varese |  |
| \| \| \| \| \| Tibi De Bernardi \| Marcatori \| \| |           |               |        |  |
|                                                    |           |               |        |  |
| Tibi De Bernardi                                   | Marcatori |               |        |  |

| Arbitro: | Bertoglio (Torino) |

|         |           |       |
| Rinaldi | Marcatori | Porta |

##### Girone di ritorno
| 31 gennaio 1932 16ª giornata |  | – Turno di riposo |  |  |

| Seregno 7 febbraio 1932 17ª giornata                                     | Seregno   | 3 – 2 referto   | Biellese |  |
| \| \| \| \| \| Poggi Longoni Formenti \| Marcatori \| Colombo Rinaldi \| |           |                 |          |  |
|                                                                          |           |                 |          |  |
| Poggi Longoni Formenti                                                   | Marcatori | Colombo Rinaldi |          |  |

| Arbitro: | Cugnini (Ancona) |

|                |           |                |
| Rinaldi ?’, ?’ | Marcatori | Rovera Riva II |

| Chiari 28 febbraio 1932 19ª giornata | Clarense | 4 – 0 referto | Biellese |  |

| Arbitro: | Taddei (Reggio Emilia) |

|                           |           |  |
| Corbetta ?’, ?’ Filippini | Marcatori |  |

| Biella 13 marzo 1932 21ª giornata                          | Biellese  | 3 – 0 referto | Trevigliese |  |
| \| \| \| \| \| Comello Rinaldi Costanzo \| Marcatori \| \| |           |               |             |  |
|                                                            |           |               |             |  |
| Comello Rinaldi Costanzo                                   | Marcatori |               |             |  |

| Saronno 27 marzo 1932 22ª giornata                                                 | Saronno   | 5 – 1 referto | Biellese |  |
| \| \| \| \| \| Fenini ?’, ?’ Renoldi Giannoni Lazzaroni \| Marcatori \| Comello \| |           |               |          |  |
|                                                                                    |           |               |          |  |
| Fenini ?’, ?’ Renoldi Giannoni Lazzaroni                                           | Marcatori | Comello       |          |  |

| Arbitro: | Moretti (Genova) |

|                    |           |                 |
| Capelbaldino Dodda | Marcatori | Colombo Rinaldi |

| Biella 17 aprile 1932 24ª giornata                             | Biellese  | 2 – 1 referto | Gallaratese |  |
| \| \| \| \| \| Colombo Costanzo II \| Marcatori \| Lattuada \| |           |               |             |  |
|                                                                |           |               |             |  |
| Colombo Costanzo II                                            | Marcatori | Lattuada      |             |  |

| Biella 24 aprile 1932 25ª giornata                     | Biellese  | 2 – 0 referto | Crema |  |
| \| \| \| \| \| Costanzo ? ?’ (aut.) \| Marcatori \| \| |           |               |       |  |
|                                                        |           |               |       |  |
| Costanzo ? ?’ (aut.)                                   | Marcatori |               |       |  |

| Galliate 1 maggio 1932 26ª giornata                                | Galliatese | 2 – 2 referto    | Biellese |  |
| \| \| \| \| \| Bruschia ?’, ?’ \| Marcatori \| Comello Costanzo \| |            |                  |          |  |
|                                                                    |            |                  |          |  |
| Bruschia ?’, ?’                                                    | Marcatori  | Comello Costanzo |          |  |

| Biella 5 maggio 1932 27ª giornata                                  | Biellese  | 2 – 2 referto   | Pro Lissone |  |
| \| \| \| \| \| Colombo Costanzo \| Marcatori \| Casanova Cerola \| |           |                 |             |  |
|                                                                    |           |                 |             |  |
| Colombo Costanzo                                                   | Marcatori | Casanova Cerola |             |  |

| Biella 8 maggio 1932 28ª giornata | Biellese | 3 – 2 referto | Lecco |  |

| Varese 15 maggio 1932 29ª giornata | Varese | 3 – 1 referto | Biellese |  |

| Intra 22 maggio 1932 30ª giornata | Intra | 1 – 1 referto | Biellese |  |